# Општина Ширија (Арад)
Ширија (рум. Şiria) општина је у Румунији у округу Арад.
Oпштина се налази на надморској висини од 112 m.